# Arjen Lodewijks
Arjen Lodewijks is een hockeyspeler spelend voor Hockeyclub 's-Hertogenbosch en het Nederlands nationale team. Hij maakte op 15 februari 2019 zijn debuut in de Pro League in de wedstrijd tegen Spanje.
Lodewijks begon met hockey bij MHC Goirle om later over te stappen naar TMHC Tilburg.  In 2015 ging hij spelen voor Hockeyclub 's-Hertogenbosch. Hij maakte zijn debuut in het nationaal team in de verloren wedstrijd tegen Spanje op 15 februari 2019. In de terugwedstrijd tegen Spanje scoorde hij zijn eerste doelpunt.
Lodewijks is werkzaam als gymdocent en omschrijft zichzelf als een laatbloeier.